# Сяновська-Гута
Сяновська-Гута (пол. Sianowska Huta, нім. Schwanauerhütte) — село в Польщі, у гміні Картузи Картузького повіту Поморського воєводства.
Населення — 235 осіб (2011).
У 1975-1998 роках село належало до Гданського воєводства.

## Демографія
Демографічна структура станом на 31 березня 2011 року:
|          | Загалом | Допрацездатний вік | Працездатний вік | Постпрацездатний вік |
| -------- | ------- | ------------------ | ---------------- | -------------------- |
| Чоловіки | 125     | 33                 | 87               | 5                    |
| Жінки    | 110     | 33                 | 60               | 17                   |
| Разом    | 235     | 66                 | 147              | 22                   |